# 岡本裕一朗
岡本 裕一朗（おかもと ゆういちろう、1954年 - ）は、日本の哲学者・倫理学者。玉川大学名誉教授。

## 経歴
出生から修学期
1954年、福岡県で生まれた。山口大学文理学部哲学・倫理学科で学び、1978年に卒業。九州大学大学院文学研究科に進み、1984年に博士課程を満期退学。
倫理学研究者として
その後、九州大学文学部助手に採用された。その後、東和大学工学部講師、助教授、教授を経て、玉川大学文学部教授。
1997年、学位論文『『精神の現象学』の体系構想：アリストテレス哲学の再建』を九州大学に提出して博士（文学）の学位を取得。

## 著作
著書
- 『異議あり! 生命・環境倫理学』ナカニシヤ出版 2002
- 『ポストモダンの思想的根拠 9・11と管理社会』ナカニシヤ出版 2005
- 『モノ・サピエンス：物質化・単一化していく人類』光文社新書 2006
- 『12歳からの現代思想』ちくま新書 2009
- 『ヘーゲルと現代思想の臨界：ポストモダンのフクロウたち』ナカニシヤ出版 2009
- 『ネオ・プラグマティズムとは何か ポスト分析哲学の新展開』ナカニシヤ出版） 2012
- 『本当にわかる現代思想：フシギなくらい見えてくる!』日本実業出版社 2012
- 『思考実験：世界と哲学をつなぐ75問』ちくま新書 2013
- 『フランス現代思想史：構造主義からデリダ以後へ』中公新書 2015
- 『いま世界の哲学者が考えていること』ダイヤモンド社 2016
- 『人類と哲学』文藝春秋 2021
- 『アメリカ現代思想の教室 リベラリズムからポスト資本主義まで』PHP研究所 2022
- 『社会学の名著50冊が1冊でざっとまなべる』KADOKAWA 2022
- 『「こころ」がわかる哲学』日経ビジネス人文庫 2023
- 『哲学100の基本』東洋経済新報社 2023
- 『世界の哲学者が悩んできた「老い」の正解」ビジネス社 2023
- 『戦争と哲学』マイナビ出版 2023
- 『AIは「月が綺麗ですね」を理解できるか？ 愛と人工知能を哲学する』SBクリエイティブ(SB新書 664) 2024

共編著
- 『環境倫理の新展開』山内廣隆・手代木陽・上岡克巳・長島隆・木村博共著、ナカニシヤ出版(シリーズ 人間論の21世紀的課題） 2007

訳書
- 『哲学ってどんなこと? とっても短い哲学入門』トマス・ネーゲル著、若松良樹共訳、昭和堂 1993